# Wyoming Highway 28
Der Wyoming Highway 28 (kurz: WYO 28) ist eine 155,24 km lange State Route im US-Bundesstaat Wyoming. Die Straße verläuft in Südwest-Nordost Richtung durch die Great Plains und über den South Pass durch die Counties Sweetwater, Sublette und Fremont und ist auch als South Pass Highway bekannt. Der Highway folgt größtenteils dem Verlauf des Oregon Trail.

## Streckenverlauf

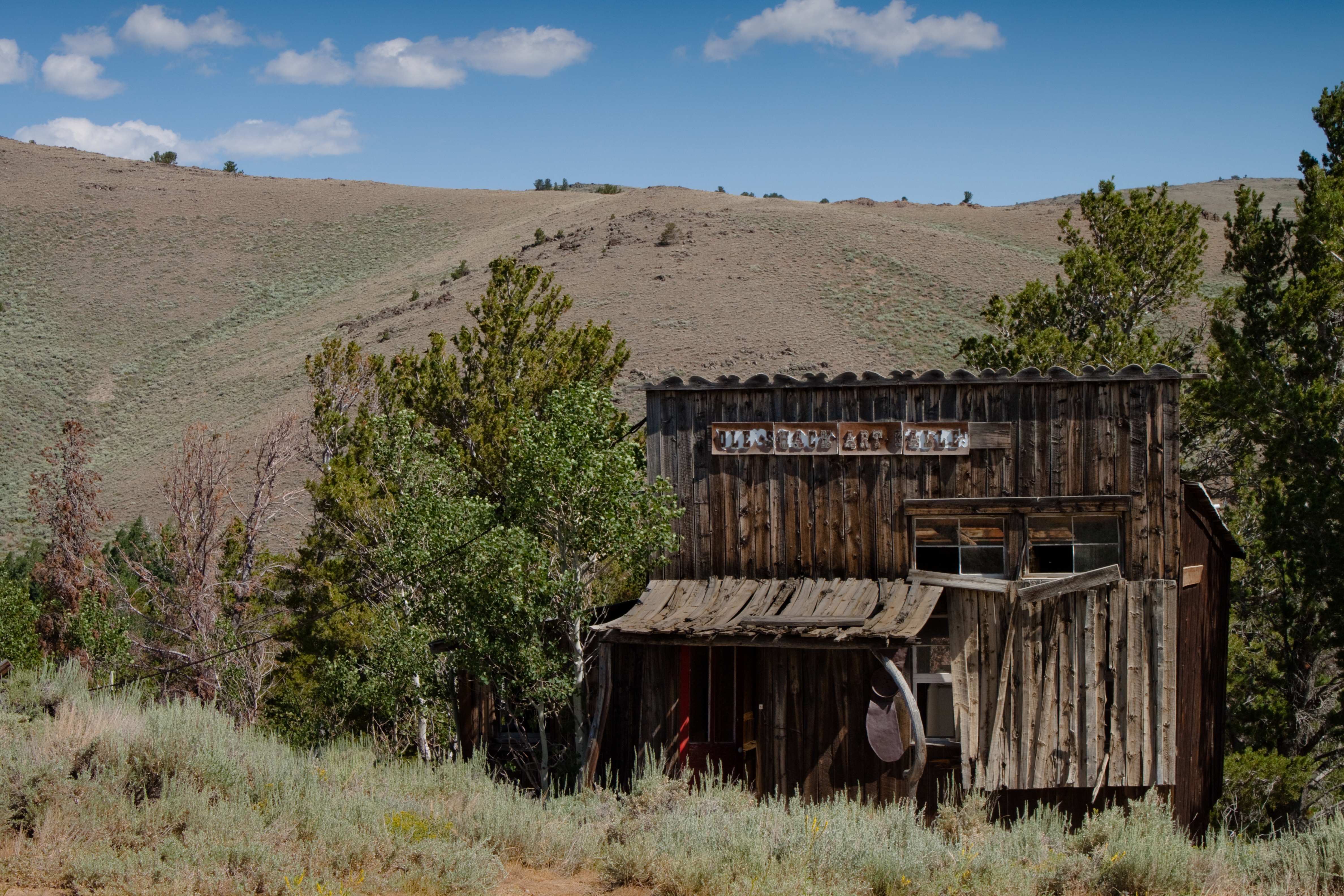
Die historische Goldgräberstadt Atlantic City am Oregon Trail liegt wenige Kilometer vom WYO 28 entfernt

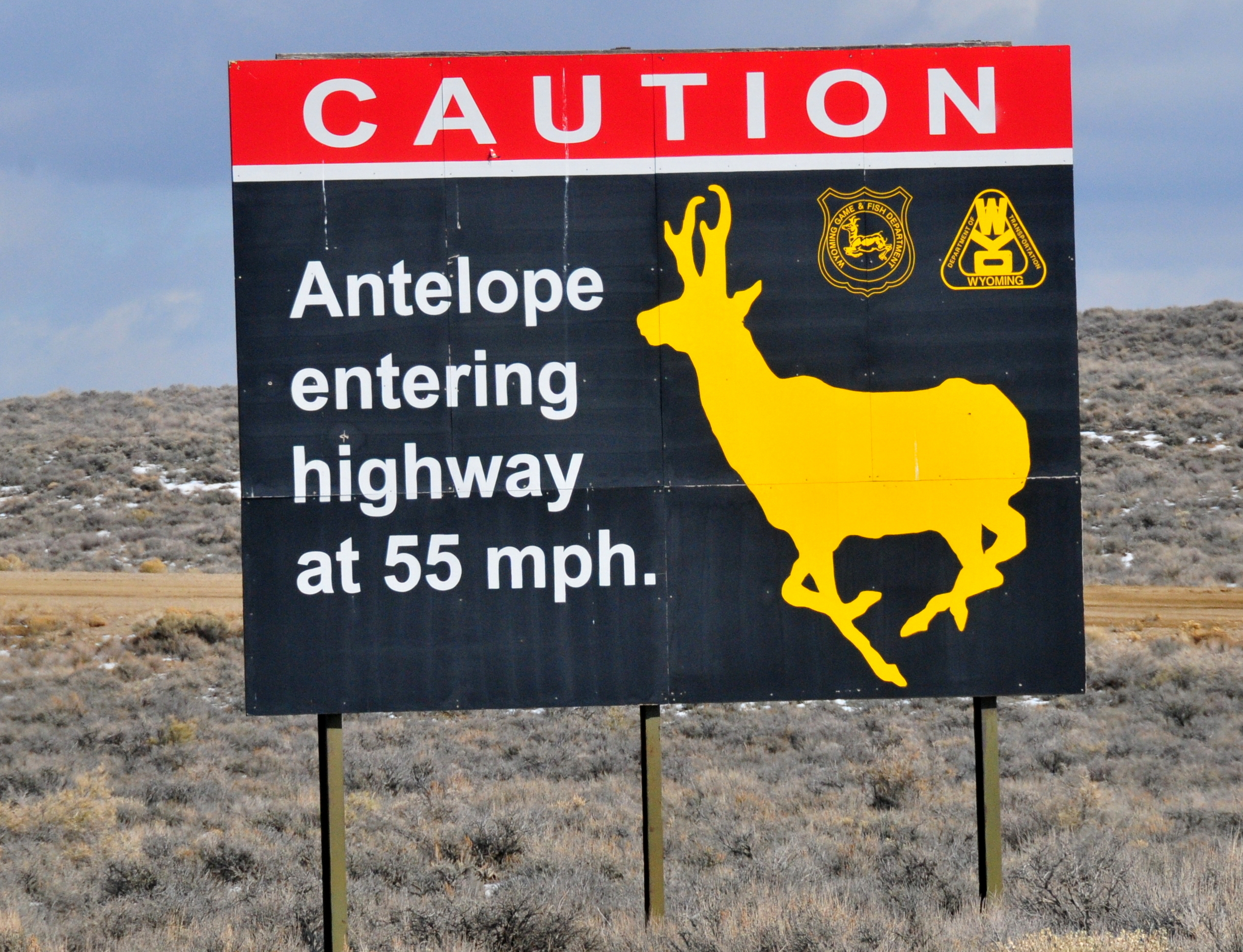
Ein Schild warnt vor Gabelböcken, die die Fahrbahn kreuzen, zwischen Farson und dem Seedskadee NWR

Der Wyoming Highway 28 beginnt an der Kreuzung mit dem Wyoming Highway 372 im Seedskadee National Wildlife Refuge, 24 km südöstlich des Ortes Fontenelle im Sweetwater County. Von dort aus verläuft er nach Nordosten, überquert direkt zu Beginn den Green River und führt durch die Great Plains Wyomings zunächst bis nach Farson. Dort überquert er den Big Sandy River und kreuzt den U.S. Highway 191. Der Highway verlässt das Sweetwater County, verläuft durch einen kleinen Teil des Sublette County und erreicht wenig später das Fremont County. Die Straße überquert am historisch wichtigen South Pass auf 2265 m die Kontinentale Wasserscheide. Damit ist der South Pass einer der niedrigsten Pässe auf der Continental Divide. Der WYO 28 verläuft weiter durch die südlichen Ausläufer der Wind River Range, mehrere Schotterstraßen führen in die zwei Goldgräberstädte South Pass City und Atlantic City am ehemaligen Oregon Trail. Der Highway führt vorbei am Red Canyon und erreicht nach 155,24 km kurz nach Überquerung des Little Popo Agie River die Kreuzung mit dem U.S. Highway 287.

## Galerie

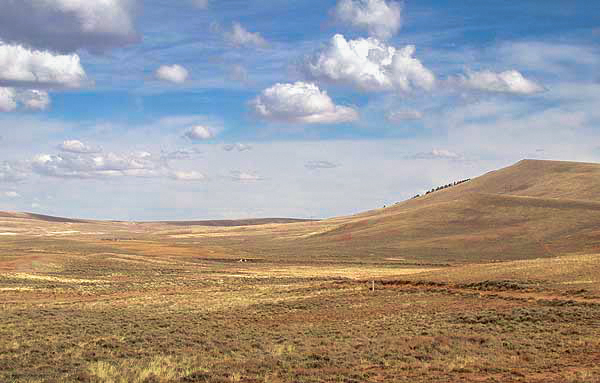
Landschaft im Gebiet des South Pass
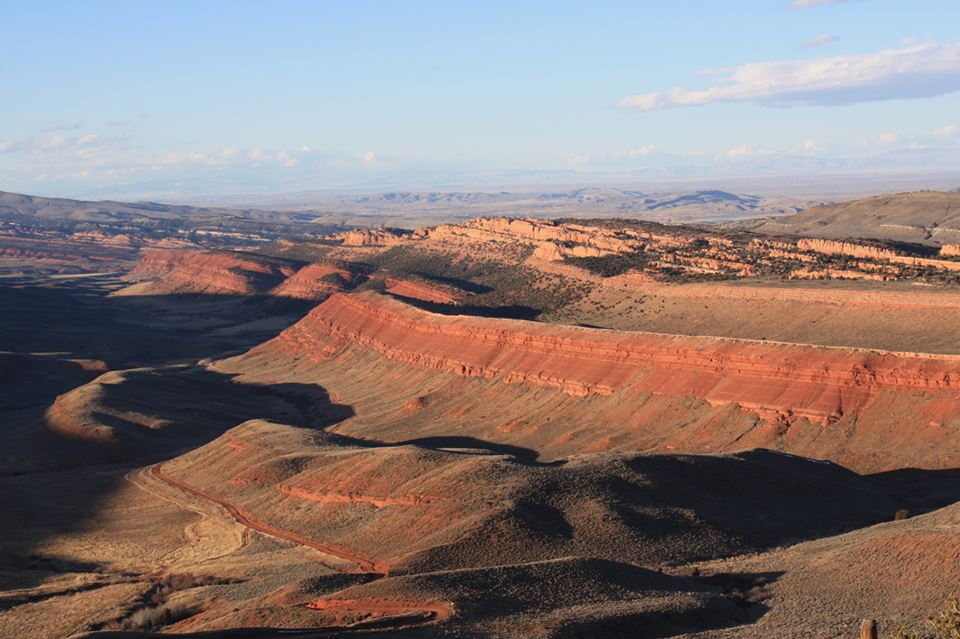
Der Red Canyon am Wyoming Highway 28 südlich von Lander
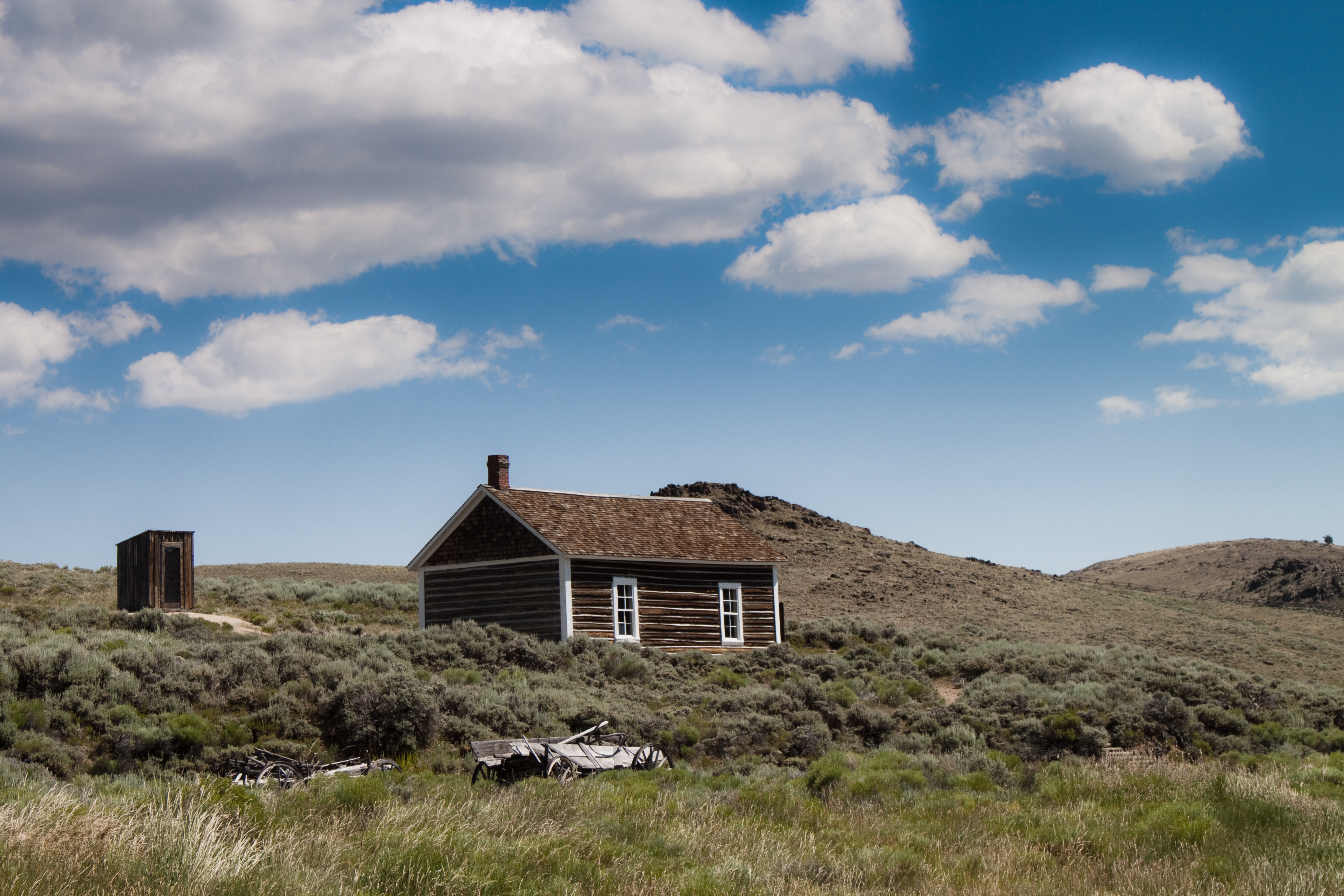
South Pass City

## Belege
1. 1 2  AARoads: Wyoming State Route Log: 1 through 99. Abgerufen am 18. September 2021 (amerikanisches Englisch).
2. ↑  Wyoming @ AARoads - Wyoming 28. Abgerufen am 18. September 2021.